# Fed Cup 2014 Zona Americana
La Zona Americana (Americas Zone) è una delle 3 divisioni zonali nell'ambito della Fed Cup 2014. Essa è a sua volta suddivisa in due gruppi (Gruppo I, Gruppo II) formati rispettivamente da 7 e 12 squadre, inserite in tali gruppi in base ai risultati ottenuti l'anno precedente.

## Gruppo I
- Sede: Yacht y Golf Club Paraguayo, Lambaré, Paraguay (Terra rossa)
- Periodo: 5-8 febbraio
- Formula: due gironi (Pool) rispettivamente da 3 e 4 squadre, in cui ogni squadra affronta le altre incluse nel proprio Pool. Successivamente la prima in classifica del Pool A affronta la prima del Pool B per l'ammissione agli spareggi del Gruppo Mondiale II. Vengono contemporaneamente disputati due spareggi fra le rimanenti squadre (eccetto la seconda del Pool B) per stabilire le due retrocessioni: uno vede affrontarsi la seconda del Pool A e la quarta del Pool B; nell'altro si scontrano invece le terze classificate di ciascun girone.

|   | Pool A (Dettagli) | Paraguay (bandiera) | Venezuela (bandiera) | Messico (bandiera) |
| 1 | Paraguay (2-0)    |                     | 2-0                  | 3-0                |
| 2 | Venezuela (1-1)   | 0-2                 |                      | 2-1                |
| 3 | Messico (0-2)     | 0-3                 | 1-2                  |                    |

|   | Pool B (Dettagli) | Brasile (bandiera) | Colombia (bandiera) | Ecuador (bandiera) | Bahamas (bandiera) |
| 1 | Brasile (3-0)     |                    | 2-0                 | 3-0                | 3-0                |
| 2 | Colombia (2-1)    | 0-2                |                     | 3-1                | 2-1                |
| 3 | Ecuador (1-2)     | 0-3                | 0-3                 |                    | 3-0                |
| 4 | Bahamas (0-3)     | 0-3                | 1-2                 | 0-3                |                    |

### Spareggio promozione

#### Paraguay vs. Brasile
| Paraguay 0 | Yacht y Golf Club Paraguayo, Lambaré, Paraguay 8 febbraio 2014 Terra rossa (outdoor) | Yacht y Golf Club Paraguayo, Lambaré, Paraguay 8 febbraio 2014 Terra rossa (outdoor)  | Brasile 2 |     |     |             |
| \| \| \| \| 1 \| 2 \| 3 \| \| \| - \| \| ------------------------------------------------------------------------------------- \| --- \| --- \| --- \| ----------- \| \| 1 \| \| Montserrat González Paula Cristina Gonçalves \| 3 6 \| 6 4 \| 1 6 \| \| \| 2 \| \| Verónica Cepede Royg Teliana Pereira \| 3 6 \| 2 6 \| \| \| \| 3 \| \| Verónica Cepede Royg / Montserrat González Paula Cristina Gonçalves / Teliana Pereira \| \| \| \| non giocato \| |                                                                                      |                                                                                       |           |     |     |             |
| |                                                                                      |                                                                                       | 1         | 2   | 3   |             |
| 1 | Paraguay (bandiera) · Brasile (bandiera)                                             | Montserrat González Paula Cristina Gonçalves                                          | 3 6       | 6 4 | 1 6 |             |
| 2 | Paraguay (bandiera) · Brasile (bandiera)                                             | Verónica Cepede Royg Teliana Pereira                                                  | 3 6       | 2 6 |     |             |
| 3 | Paraguay (bandiera) · Brasile (bandiera)                                             | Verónica Cepede Royg / Montserrat González Paula Cristina Gonçalves / Teliana Pereira |           |     |     | non giocato |

### Spareggi retrocessione

#### Messico vs. Ecuador
| Messico 2 | Yacht y Golf Club Paraguayo, Lambaré, Paraguay 8 febbraio 2014 Terra rossa (outdoor) | Yacht y Golf Club Paraguayo, Lambaré, Paraguay 8 febbraio 2014 Terra rossa (outdoor) | Ecuador 1 |     |   |  |
| \| \| \| \| 1 \| 2 \| 3 \| \| \| - \| \| ------------------------------------------------------------------------ \| ---- \| --- \| - \| \| \| 1 \| \| Ximena Hermoso Charlotte Roemer \| 6 2 \| 6 3 \| \| \| \| 2 \| \| Ana Sofía Sánchez Doménica González \| 64 7 \| 2 6 \| \| \| \| 3 \| \| Ximena Hermoso / Victoria Rodríguez Doménica González / Charlotte Roemer \| 7 5 \| 6 4 \| \| \| |                                                                                      |                                                                                      |           |     |   |  |
| |                                                                                      |                                                                                      | 1         | 2   | 3 |  |
| 1 | Messico (bandiera) · Ecuador (bandiera)                                              | Ximena Hermoso Charlotte Roemer                                                      | 6 2       | 6 3 |   |  |
| 2 | Messico (bandiera) · Ecuador (bandiera)                                              | Ana Sofía Sánchez Doménica González                                                  | 64 7      | 2 6 |   |  |
| 3 | Messico (bandiera) · Ecuador (bandiera)                                              | Ximena Hermoso / Victoria Rodríguez Doménica González / Charlotte Roemer             | 7 5       | 6 4 |   |  |

#### Venezuela vs. Bahamas
| Venezuela 2 | Yacht y Golf Club Paraguayo, Lambaré, Paraguay 8 febbraio 2014 Terra rossa (outdoor) | Yacht y Golf Club Paraguayo, Lambaré, Paraguay 8 febbraio 2014 Terra rossa (outdoor) | Bahamas 0 |     |   |             |
| \| \| \| \| 1 \| 2 \| 3 \| \| \| - \| \| --------------------------------------------------------------- \| --- \| --- \| - \| ----------- \| \| 1 \| \| Andrea Gámiz Iesha Shepherd \| 6 0 \| 6 0 \| \| \| \| 2 \| \| Adriana Pérez Nikkita Fountain \| 6 1 \| 2 1 \| \| ritiro \| \| 3 \| \| Andrea Gámiz / Adriana Pérez Nikkita Fountain / Larikah Russell \| \| \| \| non giocato \| |                                                                                      |                                                                                      |           |     |   |             |
| |                                                                                      |                                                                                      | 1         | 2   | 3 |             |
| 1 | Venezuela (bandiera) · Bahamas (bandiera)                                            | Andrea Gámiz Iesha Shepherd                                                          | 6 0       | 6 0 |   |             |
| 2 | Venezuela (bandiera) · Bahamas (bandiera)                                            | Adriana Pérez Nikkita Fountain                                                       | 6 1       | 2 1 |   | ritiro      |
| 3 | Venezuela (bandiera) · Bahamas (bandiera)                                            | Andrea Gámiz / Adriana Pérez Nikkita Fountain / Larikah Russell                      |           |     |   | non giocato |

### Verdetti
- Brasile ai play-off per il Gruppo Mondiale II.
- Ecuador e Bahamas retrocedono nel gruppo II per il 2015.

## Gruppo II
- Sede: Palmas Athletic Club, Humacao, Porto Rico
- Periodo: 7-12 aprile
- Formula: vengono sorteggiati quattro gironi da tre squadre ciascuno. Le prime classificate di ciascun girone si affrontano successivamente in due spareggi promozione, per stabilire le due squadre ammesse al Gruppo I per l'anno successivo.

|   | Pool A                | Rep. Dominicana (bandiera) | Guatemala (bandiera) | Panama (bandiera) |
| 1 | Rep. Dominicana (2–0) |                            | 2–1                  | 3–0               |
| 2 | Guatemala (1–1)       | 1–2                        |                      | 3–0               |
| 3 | Panama (0–2)          | 0–3                        | 0–3                  |                   |

|   | Pool B           | Cile (bandiera) | Porto Rico (bandiera) | Barbados (bandiera) |
| 1 | Cile (2–0)       |                 | 2–1                   | 3–0                 |
| 2 | Porto Rico (1–1) | 1–2             |                       | 3–0                 |
| 3 | Barbados (0–2)   | 0–3             | 0–3                   |                     |

|   | Pool C        | Bolivia (bandiera) | Perù (bandiera) | Bermuda (bandiera) |
| 1 | Bolivia (2–0) |                    | 2–1             | 2–1                |
| 2 | Perù (1–1)    | 1–2                |                 | 3–0                |
| 3 | Bermuda (0–2) | 1–2                | 0–3             |                    |

|   | Pool D                  | Costa Rica (bandiera) | Trinidad e Tobago (bandiera) | Uruguay (bandiera) |
| 1 | Costa Rica (2–0)        |                       | 2–1                          | 2–1                |
| 2 | Trinidad e Tobago (1–1) | 1–2                   |                              | 2–1                |
| 3 | Uruguay (0–2)           | 1–2                   | 1–2                          |                    |

### Spareggi promozione

#### Repubblica Dominicana vs. Bolivia
| Rep. Dominicana 1 | Palmas Athletic Club, Humacao, Porto Rico 12 aprile 2014 Cemento (outdoor) | Palmas Athletic Club, Humacao, Porto Rico 12 aprile 2014 Cemento (outdoor) | Bolivia 2 |     |      |  |
| \| \| \| \| 1 \| 2 \| 3 \| \| \| - \| \| ------------------------------------------------------------------------ \| ---- \| --- \| ---- \| \| \| 1 \| \| Michelle Marie Valdez Daniela Ruiz \| 65 7 \| 1 6 \| \| \| \| 2 \| \| Francesca Segarelli María Fernanda Álvarez Terán \| 2 6 \| 6 3 \| 62 7 \| \| \| 3 \| \| Glenny Cepeda / Karla Portalatin Hortencia Birnbaumer / Anelisse Torrico \| 6 2 \| 6 4 \| \| \| |                                                                            |                                                                            |           |     |      |  |
| |                                                                            |                                                                            | 1         | 2   | 3    |  |
| 1 | Rep. Dominicana (bandiera) · Bolivia (bandiera)                            | Michelle Marie Valdez Daniela Ruiz                                         | 65 7      | 1 6 |      |  |
| 2 | Rep. Dominicana (bandiera) · Bolivia (bandiera)                            | Francesca Segarelli María Fernanda Álvarez Terán                           | 2 6       | 6 3 | 62 7 |  |
| 3 | Rep. Dominicana (bandiera) · Bolivia (bandiera)                            | Glenny Cepeda / Karla Portalatin Hortencia Birnbaumer / Anelisse Torrico   | 6 2       | 6 4 |      |  |

#### Cile vs. Costa Rica
| Cile 2 | Palmas Athletic Club, Humacao, Porto Rico 12 aprile 2014 Cemento (outdoor) | Palmas Athletic Club, Humacao, Porto Rico 12 aprile 2014 Cemento (outdoor) | Costa Rica 0 |     |   |             |
| \| \| \| \| 1 \| 2 \| 3 \| \| \| - \| \| ------------------------------------------------------------------- \| --- \| --- \| - \| ----------- \| \| 1 \| \| Andrea Koch-Benvenuto Andrea Brenes \| 6 1 \| 6 2 \| \| \| \| 2 \| \| Daniela Seguel Ariana Rahmanparast \| 6 4 \| 6 3 \| \| \| \| 3 \| \| Cecilia Costa Melgar / Daniela Seguel Andrea Brenes / Juli Raventos \| \| \| \| non giocato \| |                                                                            |                                                                            |              |     |   |             |
| |                                                                            |                                                                            | 1            | 2   | 3 |             |
| 1 | Cile (bandiera) · Costa Rica (bandiera)                                    | Andrea Koch-Benvenuto Andrea Brenes                                        | 6 1          | 6 2 |   |             |
| 2 | Cile (bandiera) · Costa Rica (bandiera)                                    | Daniela Seguel Ariana Rahmanparast                                         | 6 4          | 6 3 |   |             |
| 3 | Cile (bandiera) · Costa Rica (bandiera)                                    | Cecilia Costa Melgar / Daniela Seguel Andrea Brenes / Juli Raventos        |              |     |   | non giocato |

### Spareggi 5º/8º posto

#### Porto Rico vs. Trinidad e Tobago
| Porto Rico 2 | Palmas Athletic Club, Humacao, Porto Rico 12 aprile 2014 Cemento (outdoor) | Palmas Athletic Club, Humacao, Porto Rico 12 aprile 2014 Cemento (outdoor) | Trinidad e Tobago 0 |     |      |             |
| \| \| \| \| 1 \| 2 \| 3 \| \| \| - \| \| ------------------------------------------------------------ \| --- \| --- \| ---- \| ----------- \| \| 1 \| \| Ariana Rodriguez Olivia Bennett \| 6 3 \| 2 6 \| 7 64 \| \| \| 2 \| \| Mónica Puig Shenelle Mohammed \| 6 0 \| 6 0 \| \| \| \| 3 \| \| Yolimar Ogando / Mónica Puig Olivia Bennett / Anneliese Rose \| \| \| \| non giocato \| |                                                                            |                                                                            |                     |     |      |             |
| |                                                                            |                                                                            | 1                   | 2   | 3    |             |
| 1 | Porto Rico (bandiera) · Trinidad e Tobago (bandiera)                       | Ariana Rodriguez Olivia Bennett                                            | 6 3                 | 2 6 | 7 64 |             |
| 2 | Porto Rico (bandiera) · Trinidad e Tobago (bandiera)                       | Mónica Puig Shenelle Mohammed                                              | 6 0                 | 6 0 |      |             |
| 3 | Porto Rico (bandiera) · Trinidad e Tobago (bandiera)                       | Yolimar Ogando / Mónica Puig Olivia Bennett / Anneliese Rose               |                     |     |      | non giocato |

#### Guatemala vs. Perù
| Guatemala 1 | Palmas Athletic Club, Humacao, Porto Rico 12 aprile 2014 Cemento (outdoor) | Palmas Athletic Club, Humacao, Porto Rico 12 aprile 2014 Cemento (outdoor)  | Perù 2 |     |     |  |
| \| \| \| \| 1 \| 2 \| 3 \| \| \| - \| \| --------------------------------------------------------------------------- \| --- \| --- \| --- \| \| \| 1 \| \| Kirsten-Andrea Weedon Patricia Kú Flores \| 6 4 \| 6 4 \| \| \| \| 2 \| \| Camila Ramazzini Bianca Botto \| 0 6 \| 0 6 \| \| \| \| 3 \| \| Camila Ramazzini / Kirsten-Andrea Weedon Bianca Botto / Camila Vargas Gomez \| 7 5 \| 3 6 \| 0 6 \| \| |                                                                            |                                                                             |        |     |     |  |
| |                                                                            |                                                                             | 1      | 2   | 3   |  |
| 1 | Guatemala (bandiera) · Perù (bandiera)                                     | Kirsten-Andrea Weedon Patricia Kú Flores                                    | 6 4    | 6 4 |     |  |
| 2 | Guatemala (bandiera) · Perù (bandiera)                                     | Camila Ramazzini Bianca Botto                                               | 0 6    | 0 6 |     |  |
| 3 | Guatemala (bandiera) · Perù (bandiera)                                     | Camila Ramazzini / Kirsten-Andrea Weedon Bianca Botto / Camila Vargas Gomez | 7 5    | 3 6 | 0 6 |  |

### Spareggi 9º/12º posto

#### Panama vs. Bermuda
| Panama 0 | Palmas Athletic Club, Humacao, Porto Rico 12 aprile 2014 Cemento (outdoor) | Palmas Athletic Club, Humacao, Porto Rico 12 aprile 2014 Cemento (outdoor) | Bermuda 3 |     |     |  |
| \| \| \| \| 1 \| 2 \| 3 \| \| \| - \| \| --------------------------------------------------------------- \| --- \| --- \| --- \| \| \| 1 \| \| Daniela Diez Cayla Cross \| 0 6 \| 0 6 \| \| \| \| 2 \| \| Karla Contreras Tyler Smith \| 2 6 \| 0 6 \| \| \| \| 3 \| \| Daniela Diez / Gabriela González Jacklyn Lambert / Tara Lambert \| 2 6 \| 7 5 \| 5 7 \| \| |                                                                            |                                                                            |           |     |     |  |
| |                                                                            |                                                                            | 1         | 2   | 3   |  |
| 1 | Panama (bandiera) · Bermuda (bandiera)                                     | Daniela Diez Cayla Cross                                                   | 0 6       | 0 6 |     |  |
| 2 | Panama (bandiera) · Bermuda (bandiera)                                     | Karla Contreras Tyler Smith                                                | 2 6       | 0 6 |     |  |
| 3 | Panama (bandiera) · Bermuda (bandiera)                                     | Daniela Diez / Gabriela González Jacklyn Lambert / Tara Lambert            | 2 6       | 7 5 | 5 7 |  |

#### Barbados vs. Uruguay
| Barbados 1 | Palmas Athletic Club, Humacao, Porto Rico 12 aprile 2014 Cemento (outdoor) | Palmas Athletic Club, Humacao, Porto Rico 12 aprile 2014 Cemento (outdoor) | Uruguay 2 |     |   |  |
| \| \| \| \| 1 \| 2 \| 3 \| \| \| - \| \| ------------------------------------------------------------------------ \| --- \| --- \| - \| \| \| 1 \| \| Kiana Marshall Margot Mercier \| 6 4 \| 6 4 \| \| \| \| 2 \| \| Melena Lopez Magdalena Boado \| 5 7 \| 0 6 \| \| \| \| 3 \| \| Melena Lopez / Cherise Slocombe Magdalena Boado / Carolina De Los Santos \| 2 6 \| 1 6 \| \| \| |                                                                            |                                                                            |           |     |   |  |
| |                                                                            |                                                                            | 1         | 2   | 3 |  |
| 1 | Barbados (bandiera) · Uruguay (bandiera)                                   | Kiana Marshall Margot Mercier                                              | 6 4       | 6 4 |   |  |
| 2 | Barbados (bandiera) · Uruguay (bandiera)                                   | Melena Lopez Magdalena Boado                                               | 5 7       | 0 6 |   |  |
| 3 | Barbados (bandiera) · Uruguay (bandiera)                                   | Melena Lopez / Cherise Slocombe Magdalena Boado / Carolina De Los Santos   | 2 6       | 1 6 |   |  |

### Verdetti
- Bolivia e Cile promosse al gruppo I per il 2015.